# Hs. Majestæt Kong Christian den X's Regerings-Jubilæum
|  | Sammenskrivningsforslag Artiklen Hs. Majestæt Kong Christian den X's Regerings-Jubilæum er foreslået føjet ind i Kong Christian den Tiendes 25 Aars Regeringsjubilæum. (Siden januar 2024) Diskutér forslaget |

Hs. Majestæt Kong Christian den X's Regerings-Jubilæum er en dansk dokumentarfilm fra 1937, der viser scener fra Christian 10. regeringsjubilæum.

## Handling
Denne artikel mangler et handlingsreferat. Hjælp os med at skrive det.